# Sunndalsbunga
Sunndalsbunga är ett berg i republiken Island. Det ligger i regionen Västfjordarna, 190 km norr om huvudstaden Reykjavík. Toppen på Sunndalsbunga är 370 meter över havet.
Närmaste större samhälle är Hólmavík, nära Sunndalsbunga. Trakten runt Sunndalsbunga består i huvudsak av gräsmarker.